# Roberner See (Naturschutzgebiet)
Roberner See ist ein Naturschutzgebiet mit der Schutzgebietsnummer 2116 im Neckar-Odenwald-Kreis in Baden-Württemberg.  

## Lage und Beschreibung
Das Naturschutzgebiet liegt rund 500 Meter westlich des Fahrenbacher Ortsteils Robern. Es umfasst den 1966 angestauten Roberner See und den nördlich anschließenden Quellbereich des Seebachs. Nachdem die traditionelle landwirtschaftliche Bewirtschaftung aufgegeben wurde, hat sich talaufwärts je nach Standort und Feuchtegrad ein Vegetationsmosaik unterschiedlicher Feuchtwiesengesellschaften ausgebildet. 
Das Schutzgebiet entstand durch Verordnung des Regierungspräsidiums Karlsruhe vom 23. Dezember 1988. Es gehört zum Naturraum 144-Sandstein-Odenwald innerhalb der naturräumlichen Haupteinheit 14-Odenwald, Spessart und Südrhön. 

## Schutzzweck
Wesentlicher Schutzzweck nach der Schutzgebietsverordnung ist die Erhaltung des reich strukturierten Feuchtwiesenkomplexes am Oberlauf des Seebachs und der gestauten Wasserfläche des Roberner Sees mit seltenen Tier- und Pflanzenarten sowie deren Lebensgemeinschaften. Es gilt besonders die regionale und überregionale Bedeutung als Brut- und Rastplatz für seltene und gefährdete Wasservögel und Durchzügler zu bewahren.